# 食品サンプル

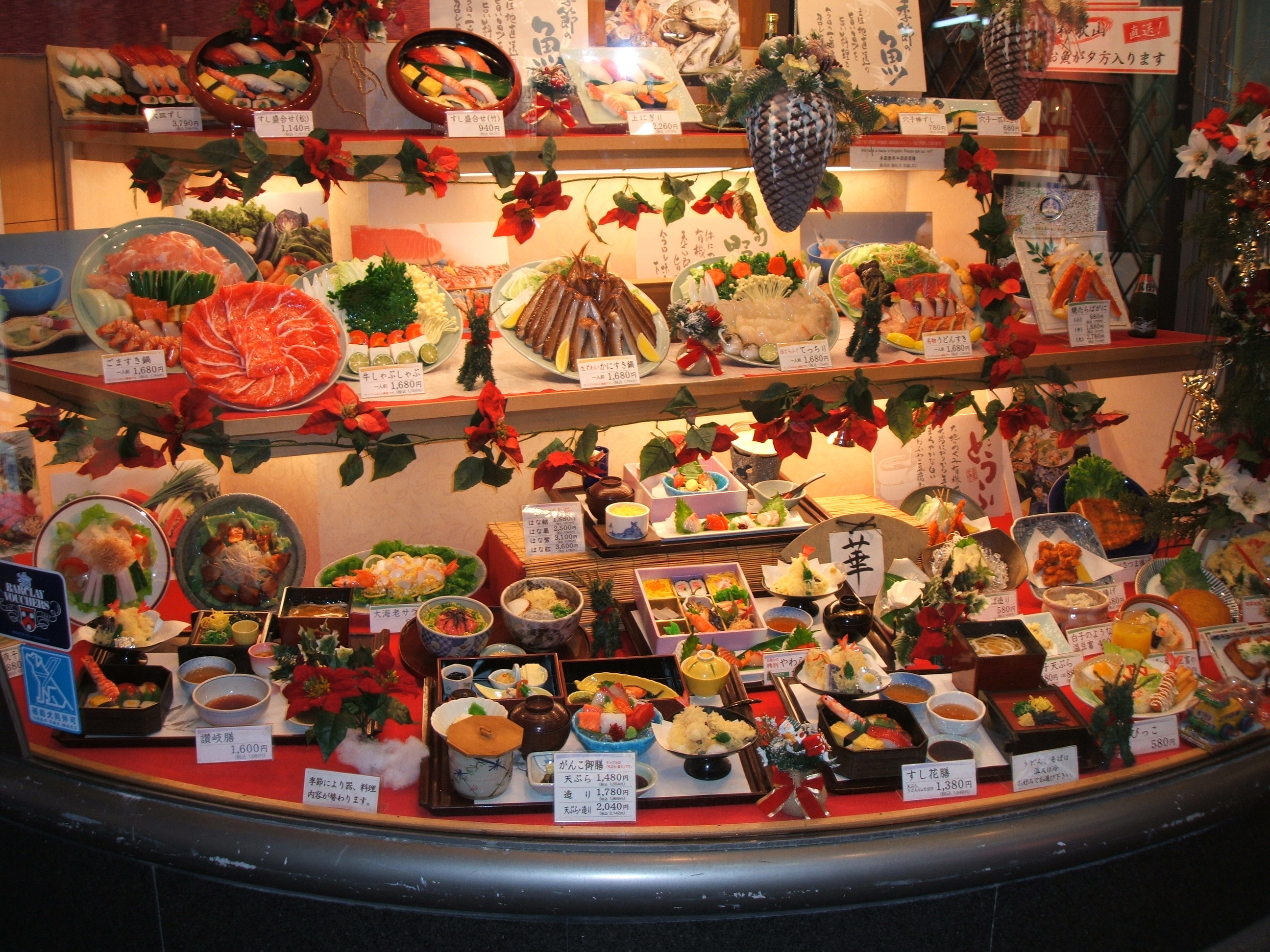
飲食店で利用される食品サンプル。

食品サンプル（しょくひんサンプル）は、飲食店の店頭あるいは店内に陳列される料理の模型。可塑性のある腐敗しない材料（蝋や合成樹脂など）を主原料として作られ、商品の細部を視覚的に説明するとともに、商品名や価格を同時に提示することによってメニューの一部または全部の役割を果たす。大正時代から昭和初期にかけて、日本で考案された表現手法である。
業界団体等がなく共通の定義も存在しておらず、「食品サンプル」という呼称は戦後になって業者の自称や他称でそう呼ばれるようになった。料理模型や食品模型とも呼ばれる場合もある。主に業務用として制作されていたが、近年は一般向けにも販売され始めており、模型やアクセサリー等として拡がり始めており、様々な食品サンプルを一般公開する展示会イベントも行われている。

## 概要
初期の食品サンプルは実物を寒天で型取りして蝋を流し込んで作成された。蝋はあらかじめ絵の具を溶かして色付けしたものが用いられ、製品補強を行うために脱脂綿による裏打ちを行った後、表面によりリアルな彩色を施す。こうした一連の作業は手作業で行われているため、実際に飲食店で提供される特徴（皿、盛り付け、量など）に近い個々の食品サンプルの製作が行われた。
食品サンプルが、高い集客能力を持ったイメージ喚起のための装置として一般に広く認知されるようになると、それに伴って食品サンプル生産業者に対する受注が増加した。
1970年代頃に入ると、原材料は溶けやすく壊れやすいといった欠点を持つ蝋製から合成樹脂へと代わり、生産の簡略化を目的とした合成樹脂用の金型などが開発され、より緻密でリアルな食品サンプルが製作されるようになった。

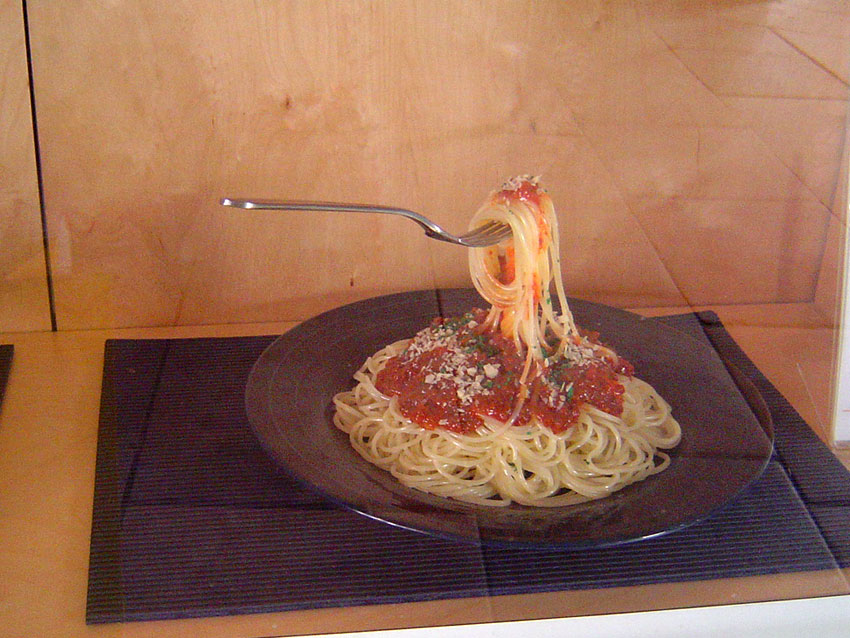
竹内繁春が考案したとされる、フォークが宙に浮いたスパゲティの食品サンプル。

食品サンプルはリアルであると同時に、非現実性を兼ね備えている場合がある。いわゆる「瞬間の表現」であり、代表的なものでは土産物店などに見られる饅頭類に切れ込みを入れて中の食材を明確化したもの、麺類を提供する飲食店において麺を箸やフォークで持ち上げて動的表現を加えたものなどがある。
現代においては、食品売場や飲食店の販促ツールとしての役目だけでなく、日本国外からの観光客への土産物、芸術品や玩具としての利用も広まっている。キーホルダーや携帯電話のストラップにできる小型版も作られるようになった。東京で飲食店関連用品の販売店が多く集まる合羽橋道具街や東京ソラマチ、横浜市、さらに関西地方などでは、食品サンプルを訪日外国人を含む一般消費者に販売したり、製作を体験できる店もある。海外では「フード・サンプル」の他に「フェイク・フード」と呼ばれている。
2010年以降、インターネットの普及により情報が集めやすくなったことで、審美的・技巧的な側面から食品サンプルを嗜好する層が現れた。ネット上の通信販売では、製作キットの販売なども行われるようになっている。

## 歴史
食品サンプルについては、その製作技術の進歩に関して詳細な記録が残されていない。
発祥に関しては、日本で初めて食品模型製作の事業化に成功させ、今日広く普及している食品サンプルの基礎を築いた岩崎瀧三を嚆矢とするもの、食堂として初めて食品サンプルを視覚的効果を持たせたメニューとして陳列した百貨店の白木屋の飲食物見本を製作した須藤勉をその始まりとするもの、京都の模型製造者の土田兎四郎、西尾惣次郎が作ったとするもの、などの説がある。彼らは記録上からは因果関係が認められておらず、同時多発的に発生した事象であると考えられている。

### 最初の食品サンプル
保健食料理模型
島津製作所に勤め、学校の理科教育用標本の製作などを手がけていた土田兎四郎、西尾惣次郎らは、1917年（大正6年）11月に「保健食料理模型」を製作し、衛生試験所などに納めたという記録が、西尾製作所の1968年（昭和43年）のパンフレットに残されており、食材が調理され、盛り付けられた状態の模型の記録としては最も古いものである。
土田らは寒天で型を取り、蝋を用いてこうした料理模型を作り上げたが、当時の模型の主流は石膏であり、料理模型の製造には不向きであった。西尾の息子にあたる西尾時一は、野瀬のインタビューに対し「石膏を使う限りにおいてきれいな料理模型を作ることは不可能で、大正時代に料理模型を作っていた、または作ったことがあるという人はいないはず」と述べている。
白木屋の飲食物見本
1903年（明治36年）10月1日、日本で最も早く百貨店における食堂を設置した白木屋は、1911年（明治44年）10月のエレベーター設置などの大幅な増改築時に本格的な食堂営業を開始した。その後関東大震災を経て1923年（大正12年）11月1日、茅場町に二階建て食堂を作った際に、食堂としては初めて「店頭に提供する飲食物の見本の陳列」および「店頭での食券販売による取引」を実施した。
このときの見本陳列において、実物による展示では変色が激しく、なんとかならないだろうかと相談を持ちかけられ、蝋製の食品サンプルを提供したのが、東京日本橋で人体・生物模型技師をしていた須藤勉であった。須藤はパラフィン、ステアリン、木蝋などを混ぜ合わせ型に入れたものに油絵具で着色して食品サンプルを製作した。
食品サンプル製作の事業化

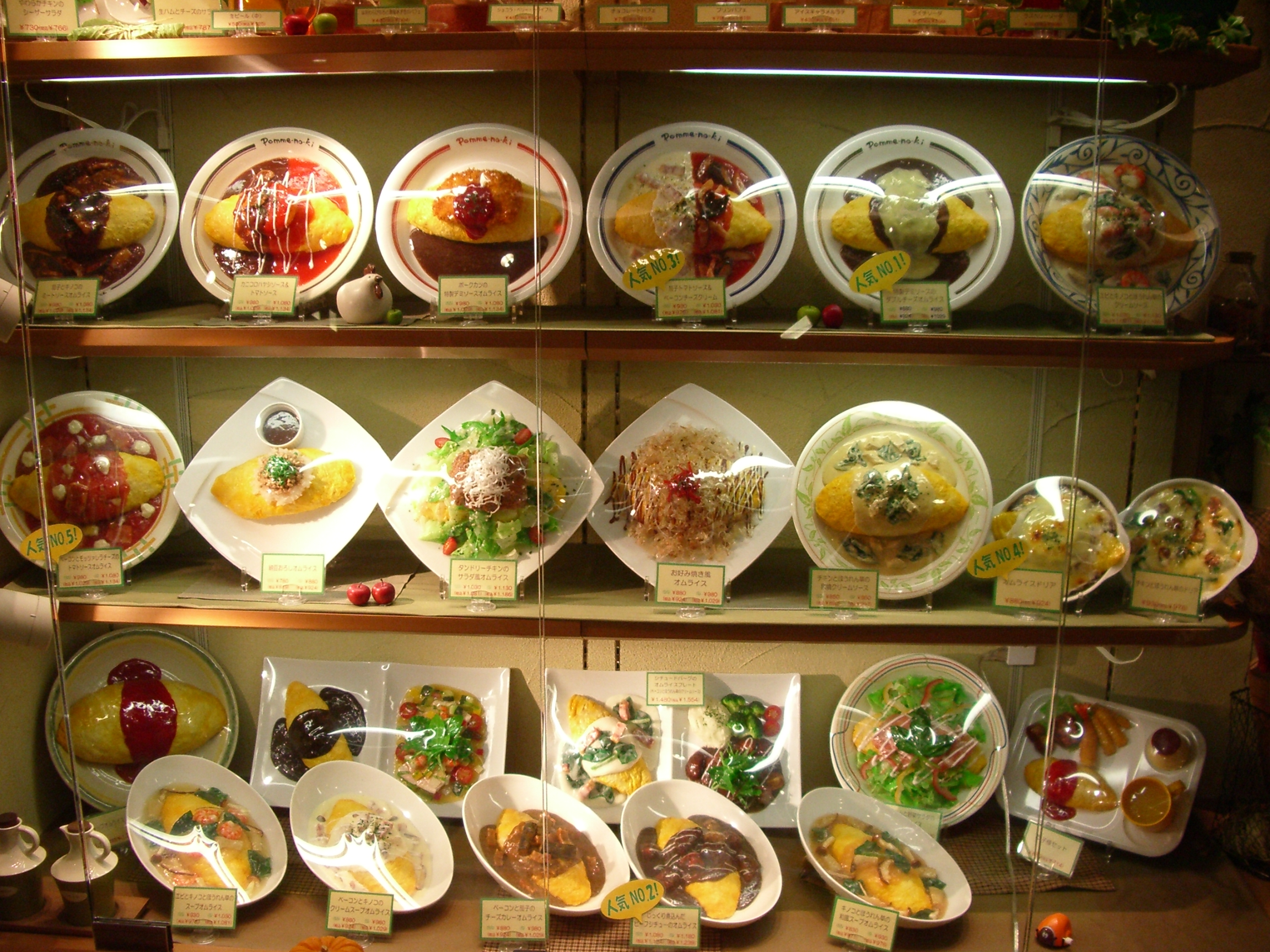
オムライスの食品サンプル。
利用者が見やすいよう斜めに陳列されるのが一般的である。。

1932年（昭和7年）6月1日、当時弁当屋を営んでいた岩崎瀧三は、大阪市北区老松町に「食品模型岩崎製作所」を創業した。「貸付け」という手法を採用し、食品サンプルを1か月、実物の食品料金の10倍の値段で貸付けることにより顧客開拓に成功、業績を伸ばしていった。食品模型の需要は拡大の一途を辿り、十合デパートが食品サンプルによる提示を始めると、他の百貨店からも大量の注文が舞い込むようになった。岩崎は都市部の販売網を確立させるとその販路を東海地方、中国地方などへ広げていき、日本における食品サンプルの定着化を促した。
1939年（昭和14年）、第二次世界大戦が勃発すると、食品サンプルの原材料であったパラフィンは軍事利用を目的として統制品目となり、民間企業による入手が困難となった。模型製造業者はパラフィンの配給を受けるため「蝋製模型工芸組合」などを結成し企業の存続を図ったが、1943年（昭和18年）には食品模型の陳列が全面禁止となり、都市部での生産は途絶した。業界最大手であった岩崎は故郷の岐阜県郡上八幡へ戻るとパラフィンを節約して模型を製造する研究に着手し、従来のパラフィン使用量を0.05%まで削減した模型の開発に成功した。これにより極端な物資不足の中で、戦死者の葬儀用供物の模型を販売することで生き残った。戦争が終結すると岩崎は1948年（昭和23年）には大阪に戻り、1953年（昭和28年）には東京進出を果たすなど、その地位を不動のものとしていった。
1970年代に入ると合成樹脂による食品サンプルが製造されるようになった。これにより蝋製の食品サンプルが抱えていた、熱に弱く変色しやすい点や、壊れやすくて運搬しにくい点などが改善され、品質面において大きな躍進を遂げた。

## 製作手法

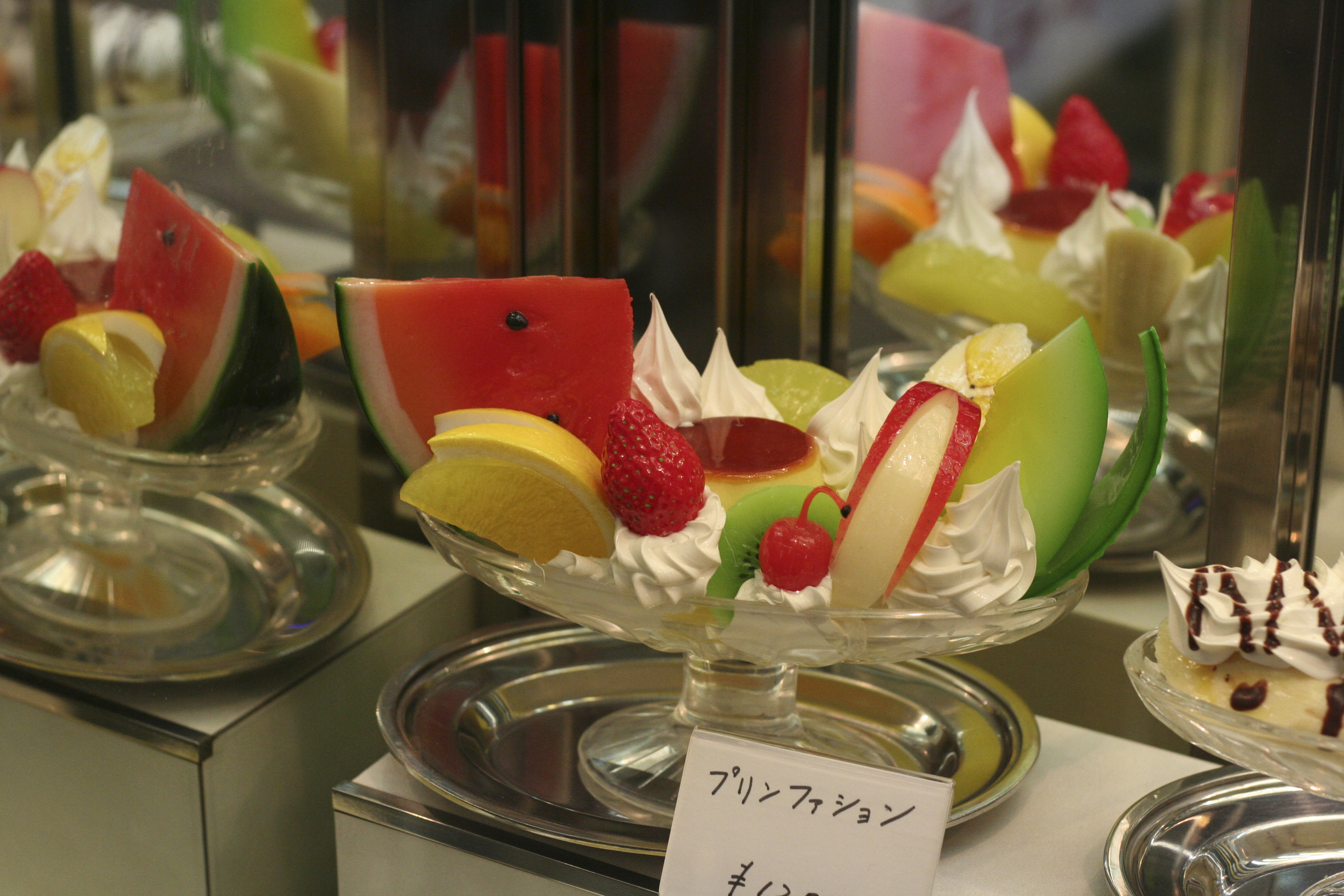
パーツの組合せで作られるデザートの食品サンプル。

飲食店で提供される料理は、店によって同じ料理であっても形状や色、盛り付けが異なるため、食品サンプルは基本的に手作業による製作となる。発注元飲食店の料理の写真や聞き取った仕様に基づいてオーダーメイドで製作される。
製作は型どりによる手法が代表的であるが、食材や料理によって様々な技術が存在する。これらひとつひとつの技術がいつ、誰によって生み出されたかに関する資料は残されておらず、わかっていない。判明しているものとしては、岩崎が1932年（昭和7年）に確立した紙や綿を用いて裏打ちを行い模型を補強させる手法や、1945年（昭和20年）に生み出した珪藻土にパラフィンを吹き付ける手法、藤田末廣によって1964年（昭和39年）に特許が取得された新しい米の製法、竹内繁春が編み出した宙に浮くスパゲティとフォークなどがある。
特に藤田が河原の小石をヒントに考案した米の作り方は画期的で、当時型取りに手間がかかっていたご飯ものの製作時間の大幅削減につながった。この手法は原材料が合成樹脂となった現在でも用いられており、予め準備された樹脂製の米粒に木工用ボンドを加えて混ぜ合わせ、適量を皿に盛り付けることで簡易に表現することが可能となっている。
果物や野菜などの生鮮食材を用いるメニューや、副食として添えるような小物食品の場合、多種多様にカッティングされた既製品を組み合わせることで作られることも多く、フェイクスイーツなどとして認知されているデコレーションアートは専らこの手法が取り入れられている。食品サンプルの製造・販売業を営む今井規雄によると、フェイクスイーツは型取りをせず粘土などをこねて作るため、リアルさや精度において食品サンプルに劣る。
食品サンプル製造業者の中には、培ったノウハウを活用し、教材や博物館展示用のレプリカ、演劇で使用する特殊小道具の製作を行う例もある。

## 食品サンプルの位置づけ

### 他の模型との違い
模型というカテゴリにおいて、食品サンプルとその他の模型ではその意義に大きな違いが見られる。食品サンプルは拡大や縮小の必要性がなく、等倍であることが求められる。また、生物や人体あるいは化石の模型は対象に忠実であることを目指し、本物に限りなく近付けることが求められるのに対し、食品サンプルは提供される料理の概要や組合せ、個々のサイズといった情報が求められるため、厳密には似ているだけでよく「同一のもの」を目指す必要がない。
そのため、時には食欲を増進させるためのデフォルメや、その店の料理の特徴を強調した表現なども用いられる。
また、精密模型に比べて再現度を重要視しない背景には、食品サンプル市場で価格の相場となっている「実物の10倍」というコストの問題もある。

### 食品サンプルの陳列
日本の飲食店において、食品サンプルを陳列する店、しない店が存在するが、通年でメニューの変動が少ない大衆的な店やチェーン店などに食品サンプルがある場合が多く、逆に高級店舗などは、その日の仕入れや客によってメニューを変えるため、サンプルとして掲示しにくいことから置かない場合が多い。全国の様々な食品サンプルを調査した野瀬泰申は、自著において「最低単価1000円以上の店ではサンプルが置かれない」という結論を導いている。
また、パン屋や屋台など実物を掲示している店や、目前で調理を行う店などでは食品サンプルの必要性が薄いため、オブジェとしての用途などを除いて陳列されない場合が多い。近年は写真技術の発展に伴い、食品サンプルを設置せず、視覚効果の役割を写真で代用している店も増加している。

### オブジェ

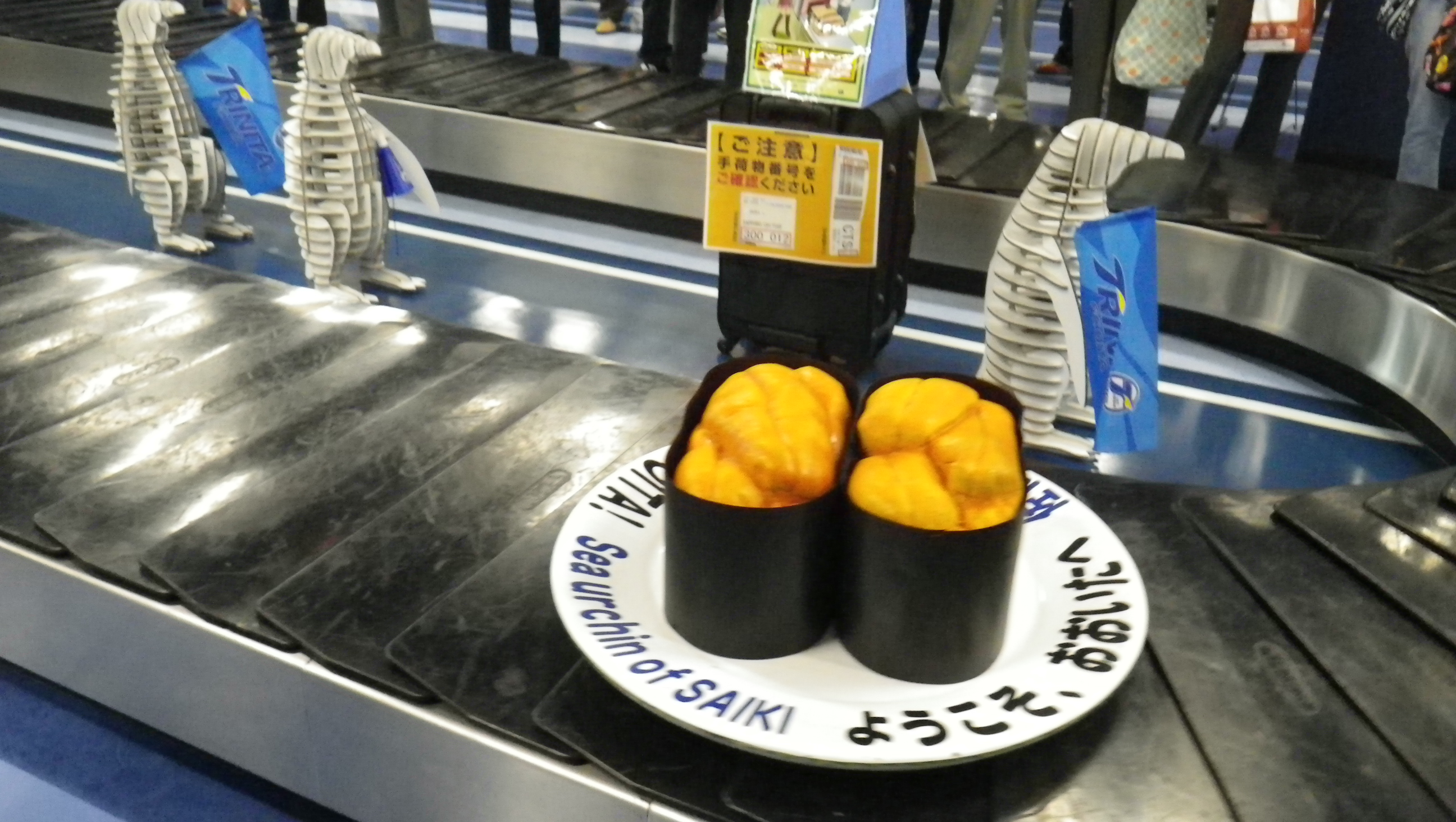
手荷物引渡所のベルトコンベアを流れる軍艦巻のオブジェ（大分空港）

近年ではアクセサリーやオブジェなど食品のサンプルではない用途にも利用されている。
縮小した食品サンプルをキーホルダーに加工して販売する業者も存在する。
日本の空港では到着ロビーにある手荷物引渡所のベルトコンベアを回転寿司に見立て、拡大した食品サンプルを流すことで地元の海産物をPRする手法が広まっている。

## 日本国外における食品サンプル
1958年（昭和33年）、食品サンプル製造会社岩崎は、アメリカ合衆国に3,000個のステーキの食品サンプルを輸出した。しかし、輸入した企業はビールメーカーであり、飲食物見本としてでなくビールの販促グッズとして用いた。用途は異なるが、戦後食品サンプルが大量輸出された初めてのケースではないかと考えられている。
食品サンプルの日本国外への普及には多くのメーカーが取り組んできたが、アジア圏では見ることができるものの、それ以外では実績が挙がっているとは言い難いのが現状である。この原因について日本人として初めてミシュランの1つ星を獲得したフランス料理人の中村勝宏は「日本人が食品サンプルを見て料理を選ぶ場合、レシピに忠実な料理が出てくることを期待しており、一種の『安心感』を基準に物事を決める、日本の食文化の現れではないか」と分析している。

### 韓国の食品サンプル
大韓民国は、日本以外で初めて食品サンプルが一般に定着した国である。最初の契機はソウルオリンピックが開催された1988年（昭和63年）であった。日本企業と提携したファミリーレストランや、欧米諸国から進出したビアホールなどが作られるようになり、ソウルに新しい飲食形態が次々と誕生した。ハングルのメニューが読めない外国人観光客向けに食品サンプルの三次元的な説明能力が着目され、ソウルを始めとして競技開催予定の各都市で食品サンプルの設置が奨励された。
ソウルオリンピックによる外食産業経済の活性化とともに、食品サンプルは「飲食模型」という名で定着を見せ、韓国の飲食店の集客アイテムとして欠かせない存在へと成長しつつある。

### 上海の食品サンプル
中華人民共和国の上海における食品サンプルは、大阪のシャロンインターナショナルと現地企業の合弁事業である上海国際機場賓館が、1987年（昭和62年）10月に虹橋空港で開いたレストラン「シャロン」で陳列されたのが最初である。
中国では、最初は食品サンプルを日本から輸入していたが、1966年（昭和41年）には現地に模型製作会社「西京」が誕生し、徐々に広がりを見せている。

## ギャラリー

さまざまな食品サンプル
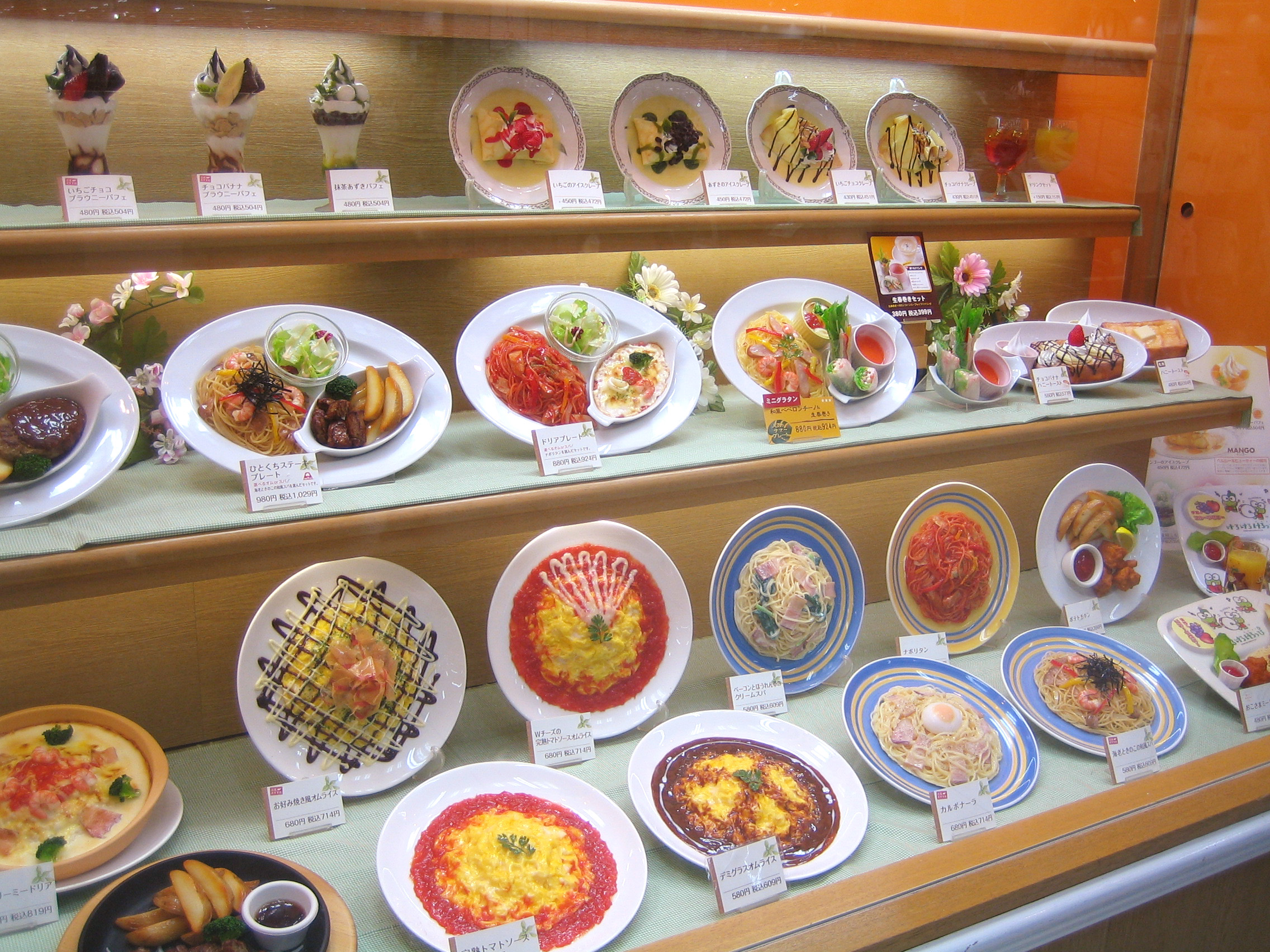
洋食
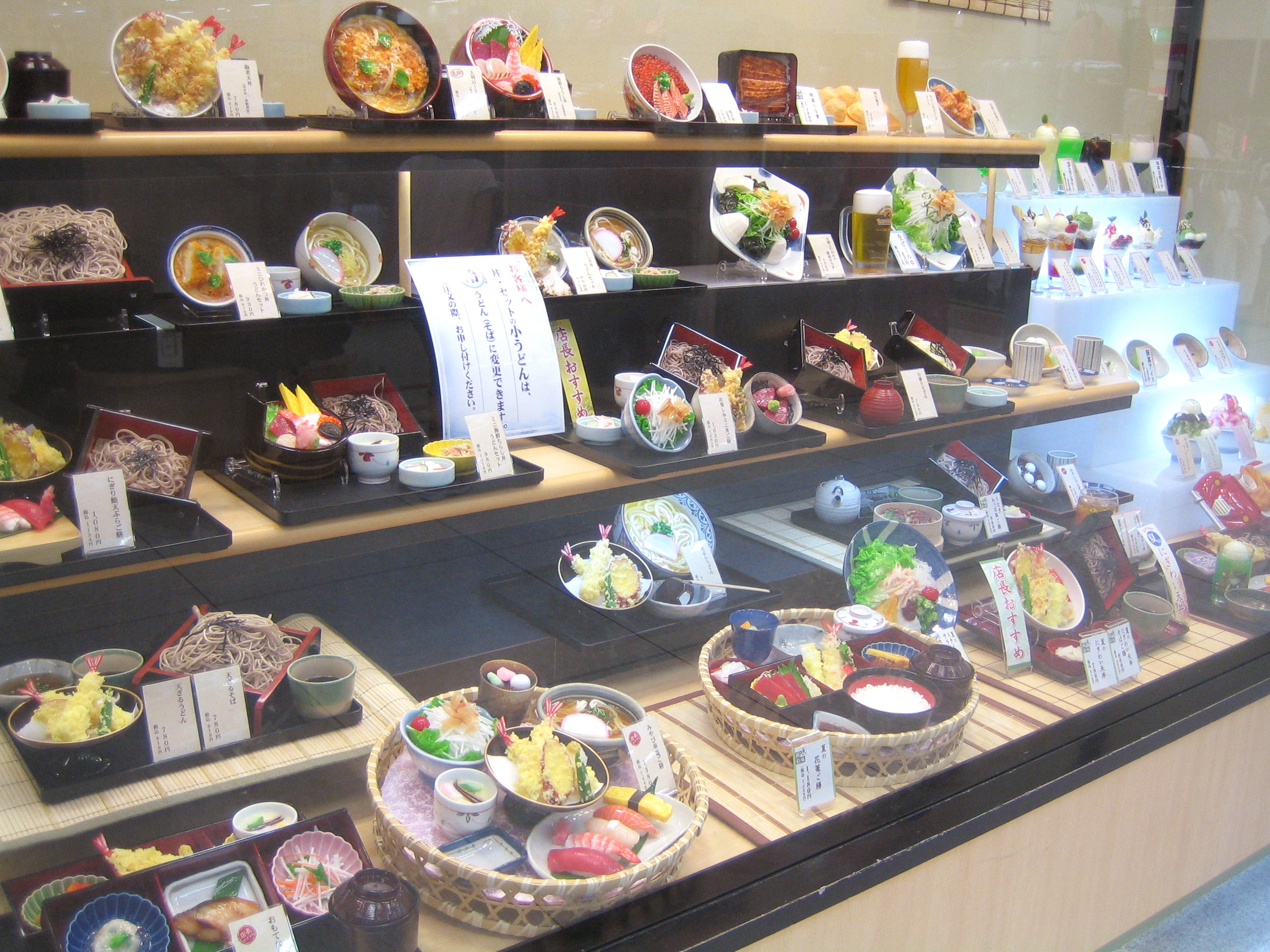
蕎麦
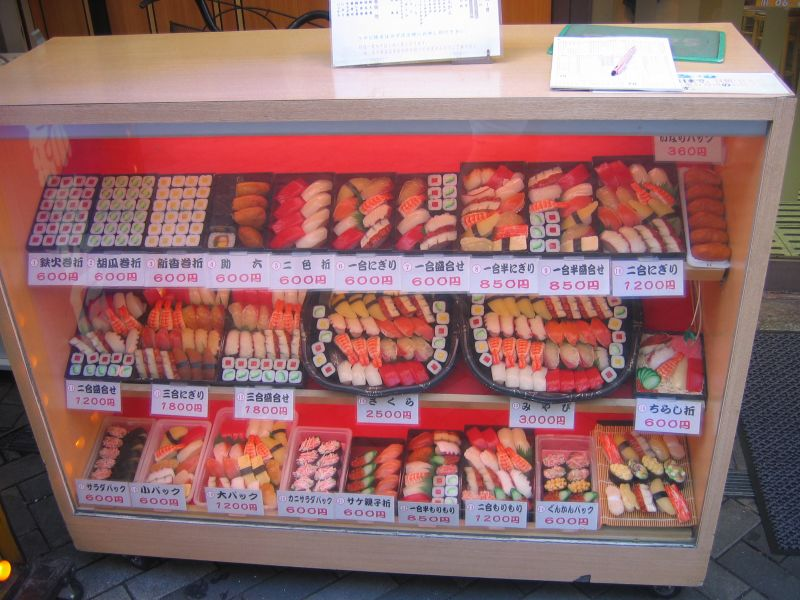
寿司
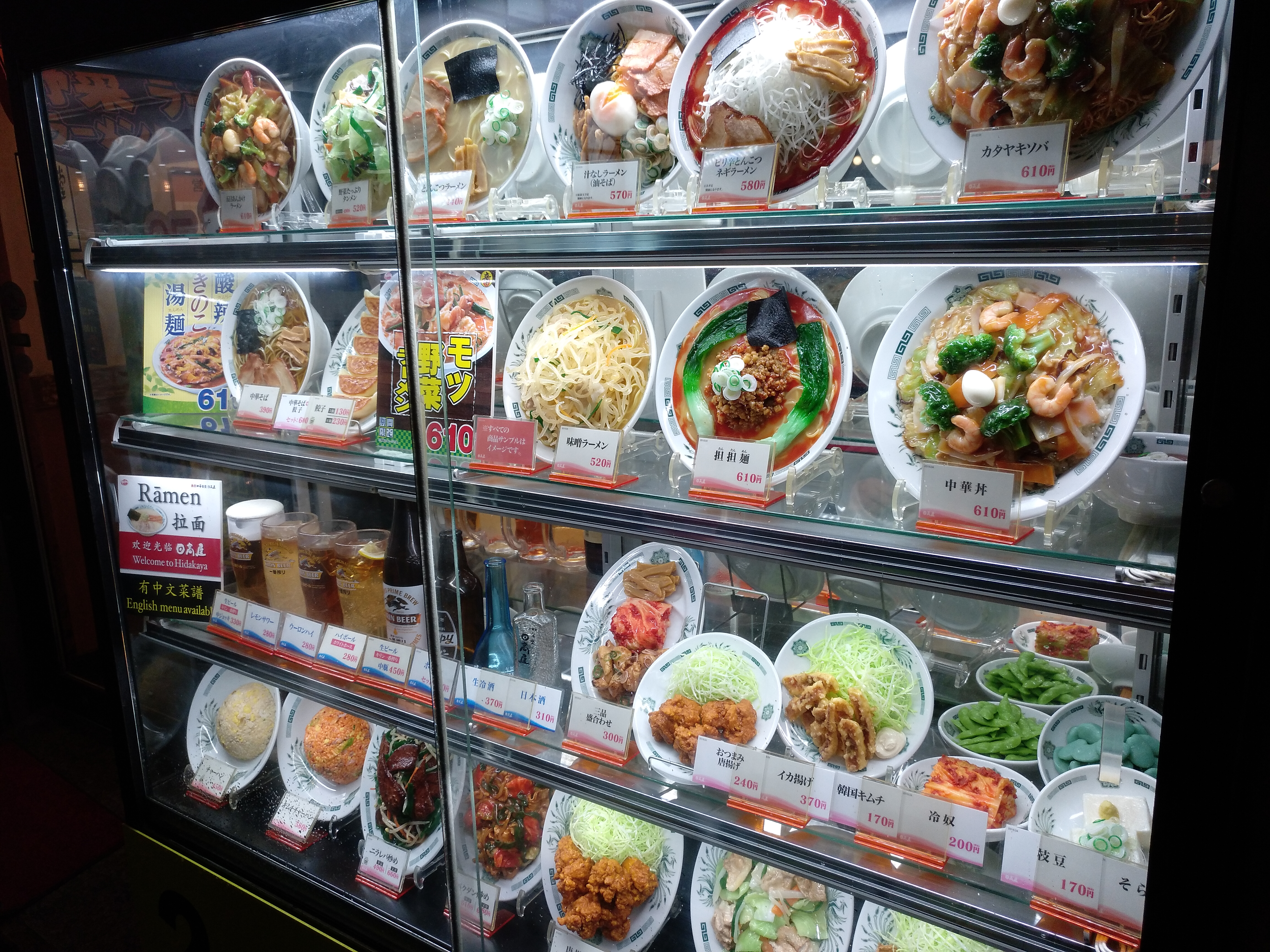
ラーメン
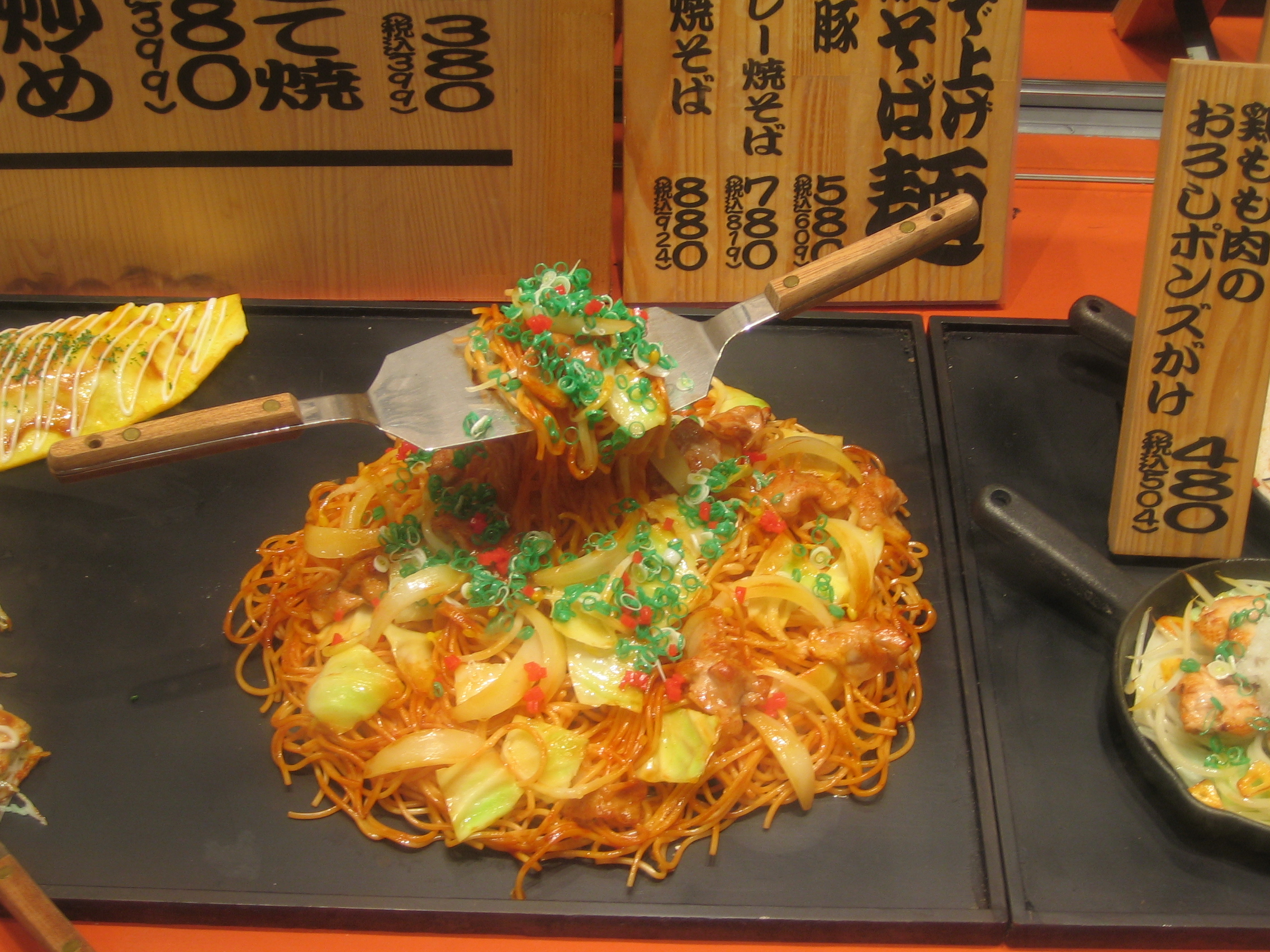
焼きそば
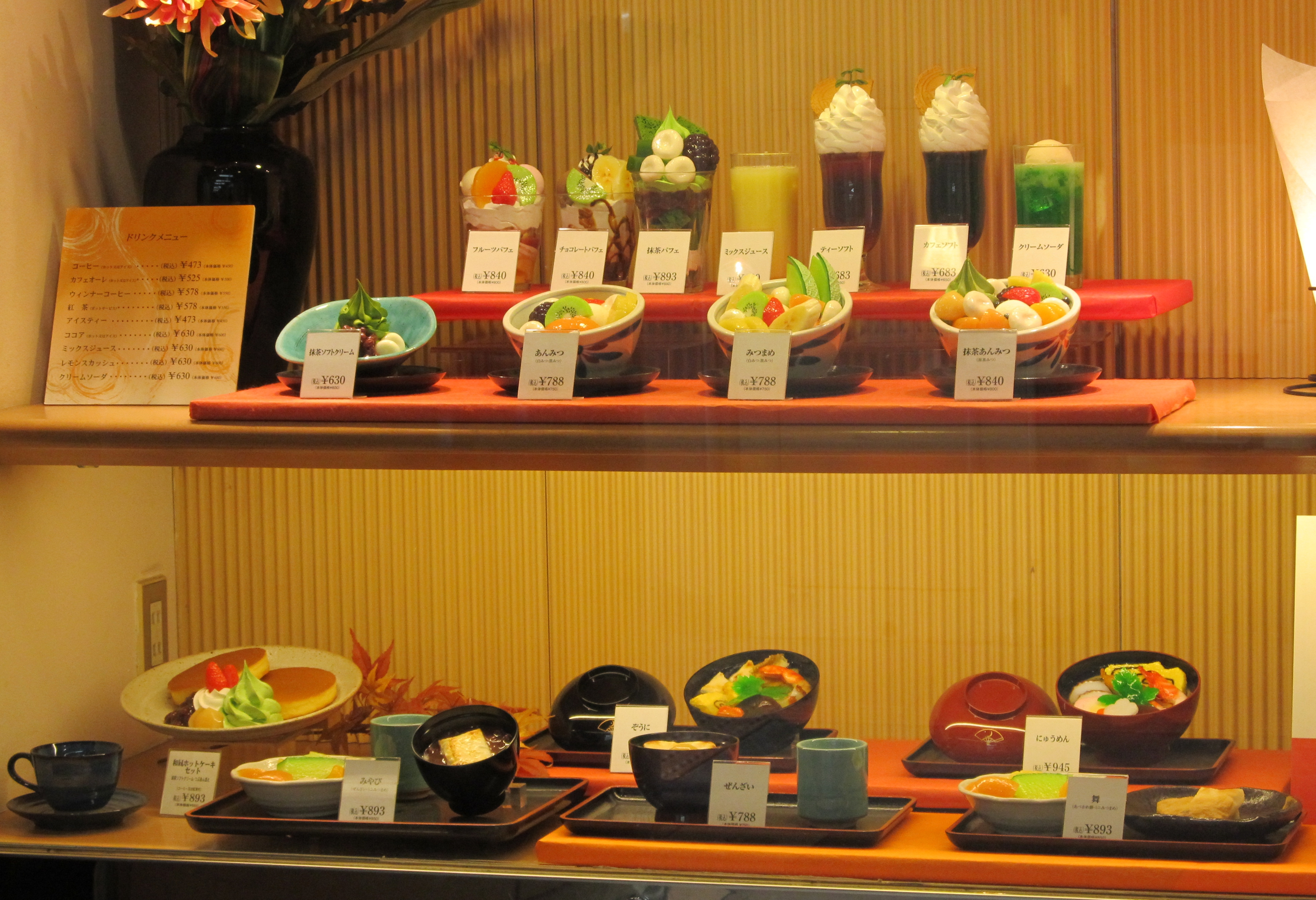
喫茶店